# Локомотив (хоккейный клуб, Москва)
«Локомотив» Москва — команда по хоккею с шайбой из Москвы. С 1949 по 1982 год выступала в чемпионатах СССР. Расформирована в 1983 году.

## История
Клуб был основан в 1947 году. Представлял Московский совет ДСО профсоюза рабочих железнодорожного транспорта. В сезоне 1947/48 впервые принял участие в чемпионатах СССР в центральной зоне второй группы и занял четвёртое место. В 1949 году выиграл первенство СССР во второй группе и вышел в первую. В сезоне 1949/50 под руководством Александра Новокрещёнова дебютировал в классе сильнейших, но занял последнее, 12 место и, выбыв из первой группы, прекратил участие в чемпионатах страны. В 1954 году участвовал в Кубке СССР, где дошёл до 1/8 финала и уступил электростальскому «ДК имени Карла Маркса» 3:5. Через год при расширении первой лиги был вновь включён в число 15 сильнейших команд страны, но коллектив, составленный, в основном из совсем молодых хоккеистов, занял предпоследнее место.

### Становление команды
Годом позже старшим тренером команды был назначен только что завершивший игровую карьеру в «Крыльях Советов» Анатолий Кострюков, параллельно возглавивший и молодёжную сборную СССР. Железнодорожники сумели завершить чемпионат на седьмом месте, а Николай Снетков с 27 шайбами вошёл в число лучших бомбардиров сезона 1956/57.
В сезоне 1957/58 «Локомотив» сумел улучшить свой результат и занял 4 место,  отстав от призёров на семь очков. Снетков забросил столько же шайб, сколько и сезоном ранее, а защитник Михаил Рыжов по итогам чемпионата вошёл в «команду звёзд» советского хоккея.
В новом сезоне подопечные Кострюкова повторили свой прошлогодний результат, но на сей раз до завоевания «бронзы» им не хватило десяти очков. Лучшим снайпером чемпионата с 21 шайбой стал 19-летний железнодорожник Виктор Якушев. Тройка нападения Снетков — Цыплаков — Якушев в том сезоне получила приглашение в сборную страны.
Сезон 1959/60 ознаменовался значительным расширением числа участников и изменением формулы проведения чемпионата: 18 команд были разделены на три подгруппы. «Локомотив» попал в компанию трёх призёров последних шести лет — ЦСКА, «Динамо» и «Крыльев Советов», а также московского «Спартака» и воскресенского «Химика». Железнодорожники, заняв 4-е место в подгруппе, справились с задачей выхода в 1/8 финала, где в серии до двух побед переиграли команду города Калинина 4:3, 4:1, в четвертьфинале, уступив в первом матче 2:3, сломили сопротивление челябинского «Трактора» 4:1, 9:2 и в полуфинале попали на московское «Динамо». Проиграв первый поединок 1:5, «Локомотив» сумел сравнять счёт в серии, победив грозного соперника 3:1, но в решающей встрече в упорной борьбе победу праздновали динамовцы — 3:1. Матч за третье место с «Крыльями» команда Кострюкова уступила в двух раундах — 3:7, 4:8. Николай Снетков вновь с 27 шайбами пополнил список лучших бомбардиров. Так и не сумев привести клуб к бронзовым наградам, Анатолий Кострюков оставил пост старшего тренера и ушёл работать в Федерацию хоккея СССР, а позже вошёл в тренерский штаб сборной страны.

### Первые медали
К сезону 1960/61 команду готовил экс-вратарь ЦСКА и сборной страны Григорий Мкртычан. Этот сезон стал лучшим в истории «Локомотива». На предварительном этапе железнодорожники сумели опередить в своей подгруппе будущего чемпиона — московских армейцев. В турнире за 1-6 места «Локомотив» на одно очко опередил «Крылья Советов» и «Химик», но недобрал одного очка, чтобы догнать горьковское «Торпедо» (решающим стало поражение 5:6 в личной встрече последнего круга) и в единственный раз в своей истории стал бронзовым призёром чемпионата СССР. Также впервые в истории железнодорожники пробились в полуфинал Кубка страны, где проиграли ЦСКА в двух матчах 2:7 и 1:6.
В том сезоне за «Локомотив» выступали вратари Виктор Брыков и Юрий Глухов, полевые игроки Николай Снетков, Виктор Величкин, Виктор Якушев, Михаил Ржевцев, Виктор Цыплаков, Михаил Рыжов, Владимир Каменев, Борис Спиркин, Юрий Чумичкин, Валентин Козин, В. Уткин, А. Михеев, А. Афанасьев, А. Фадин, Г. Андрианов.

### Четвёртая команда страны
Перед новым сезоном 1961-1962 «Локомотив» успешно выступил в традиционном турнире на призы газеты «Советский спорт», уступив в финале ЦСКА. В чемпионате железнодорожники не смогли составить достойной конкуренции московским «Спартаку», «Динамо», ЦСКА, сумев победить лишь в домашнем поединке с армейцами и проиграв им же в гостях и по два раза остальным именитым соперникам. «Локомотив» вновь стал четвёртым, обойдя «Крылья Советов» лишь из-за лучшей разницы шайб.
В межсезонье в стане железнодорожников произошла обратная тренерская рокировка: в клуб вернулся Анатолий Кострюков, а Григорий Мкртычан, также как и Кострюков два года назад, ушёл работать в Федерацию хоккея Советского Союза. Ради получения высшего образования завершил хоккейную карьеру Николай Снетков. Он остался выступать за «Локомотив» только в первенстве Москвы. Место Снеткова в тройке с Цыплаковым и Якушевым занял Валентин Козин.
На предварительном турнире нового чемпионата «Локомотив» стал лишь шестым, пропустив вперёд, помимо прошлогодних призёров, ещё и «Химик» с «Электросталью». Финальный турнир железнодорожники провели чуть лучше, став в итоге пятыми, и дважды обыграв «Динамо».
В тот сезон состоялся первый успех «Локомотива» на международной арене. Был завоёван Кубок Бухареста.
Через год клуб вернул себе четвёртое место, финишировав вслед за той же тройкой призёров. В сезоне 1964-1965 подопечные Кострюкова выступили неудачно, заняв четвёртое место от конца и седьмое от начала. Существенный вклад в результат внёс Виктор Цыплаков, ставший с 28 шайбами лучшим бомбардиром чемпионата. В составе «Локомотива» в том сезоне впервые вышел 19-летний Евгений Зимин, которого уже в следующем году перехватил «Спартак».
В сезоне 1965-1966 в команде железнодорожников появилась новая восходящая звезда — воспитанник клубной школы Борис Михайлов. Вместе с Александром Сафроновым и Александром Гришиным он составил новое ударное звено, конкурировавшее в составе с известной тройкой Цыплаков — Козин — Якушев. «Локомотив» занял пятое место, но оставил неплохое впечатление, по два раза обыграв «Спартак» и «Динамо». А вот в возобновлённом Кубке СССР команда провалилась, выбыв на стадии 1/32 финала, после разгромного поражения 0:7 от новокузнецкого «Металлурга» из второй группы.
В 21-м чемпионате СССР «Локомотив» стал седьмым. Команда тяжело переживала смену поколений, лучшие хоккеисты уходили в другие клубы. Вот и по окончании этого сезона команду покинул Борис Михайлов, отправившийся завоёвывать новые трофеи с ЦСКА.
В новом сезоне «Локомотив» прежде всего отметился успехами в кубковых турнирах. В декабре 1967 года команда советских железнодорожников получила приглашение на международный Кубок Шпенглера и победила в турнире, обыграв в финале команду хозяев «Давос». В розыгрыше Кубка СССР «Локомотив» добрался до полуфинала, где не сумел справиться с ленинградскими армейцами, уступив 3:5. В чемпионате клуб пришёл к финишу шестым, лишь на очко отстав от 4-го места.
В сентябре 1968 года «Локомотив» вновь остановился в шаге от победы в турнире на призы газеты «Советский спорт». На пути клуба вновь встал ЦСКА. В чемпионате не хватило единственного очка для попадания в финальный турнир. Итоговый результат — 7-е место. В 1/16 Кубка камнем преткновения стал прокопьевский «Шахтёр».
В сезоне 1969-1970 железнодорожникам вновь покорился Кубок Шпенглера, а вот в чемпионате дела пошли неважно: по итогам турнира команда заняла 10-е место из 12 и, в связи с сокращением первой подгруппы до 9 команд, вынуждена была перейти во вторую.
Вернувшись спустя 21 год во вторую группу, которую к тому времени переименовали в первую лигу, «Локомотив» решил надолго там не задерживаться. Анатолию Кострюкову удалось сохранить костяк команды, лишь Валентин Козин перешёл в «Химик». Железнодорожники уверенно прошли турнирную дистанцию, опередив своих главных конкурентов из Свердловска и Риги на 13 очков, и завоевали единственную путёвку в высшую лигу. В Кубке СССР команде удалось достигнуть четвертьфинала и в упорной борьбе уступить ЦСКА — 5:7.

### Падение
Сезон 1971/72 стал последним для «Локомотива» в высшей лиге. В 32 матчах было одержано всего 5 побед. Однако команда отобрала очки у лидеров - «Спартака» и «Крыльев Советов». В Кубке «Локомотив» проиграл ЦСКА в 1/8 финала 3:5.
После вылета в первую лигу железнодорожникам не удалось с первой попытки вернуться в элиту. Сезон прошёл при огромном преимуществе рижского «Динамо», потерявшего за весь чемпионат всего 10 очков. Не дотянулся «Локомотив» и до второй строчки, дававшей право на стыковые матчи с аутсайдерами высшей лиги. С 53 очками в 46 матчах команда заняла пятое место.
Не сумев выполнить поставленной задачи, свой пост покинул главный тренер и фактически создатель «Локомотива» Анатолий Михайлович Кострюков, получивший предложение возглавить челябинский «Трактор». Многолетний лидер команды Виктор Цыплаков принял решение перейти в австрийский «Клагенфурт».
Виктор Якушев, некогда выступавший за сборную СССР, имевший за все годы выступлений массу предложений из ведущих клубов страны, принял решение остаться верным родному клубу и выступал в команде до 42 лет, завершив карьеру в 1978 году.
С сезона 1973/74 «Локомотив» превратился в середняка первой лиги. Три сезона подряд железнодорожники занимали седьмую строчку таблицы. Затем — 9-е место, 13-е.
В сезоне 1978/79 из московского «Спартака» в команду пришёл главный тренер Николай Карпов, пригласивший себе в помощники завершившего карьеру Виктора Цыплакова. Результат — восьмое место. Единственным проблеском была неожиданная ничья 2:2 со «Спартаком» на предварительном этапе Кубка СССР, но дальше этого этапа «Локомотив», как и раньше, не прошёл. В конце сезона тренер оставил свой пост.
Средств на команду выделялось с каждым годом всё меньше, едва засветившиеся таланты уходили в другие клубы. Министерство путей сообщения пыталось спасти команду, но находились объективные причины, мешавшие этому.
В сезоне 1979—1980 «Сокольники» закрыли на реконструкцию, и клуб на три года перебрался в дворец спорта «Москвич». За седьмым местом в том сезоне последовало двенадцатое, в сезоне 1981/82 «Локомотив» занял 14-е, третье от конца, место и выбыл во вторую лигу. В западной зоне второй лиги клуб занял седьмое место.
По окончании сезона 1982—1983 было принято решение расформировать команду.

Прошла процедура просто: руководящий состав проинформировали: в связи с тем, что очень много московских клубов, одну из команд решено было закрыть. Аргументы — лишняя трата государственных средств и низкая популярность. К тому моменту «Локомотив» был во второй лиге. Сама команда состояла в основном из одних студентов, были также ребята из «Крыльев» и «Спартака». Студенты играли только в Москве, а как только по календарю шёл выездной матч, начинались проблемы: учащиеся дневных вузов не могли отлучиться от занятий, а тем более — от экзаменов и зачётов.
— Виктор Цыплаков, «Российский хоккей» 

## Главные тренеры
- Новокрещёнов Александр Никифорович (1947/48 — 1950/51)
- Астапов, Леонид Васильевич (… — 1955/56)
- Дмитриевский, Юрий Леонтьевич (1956/57)
- Соколов Борис Павлович (1956/57)
- Кострюков Анатолий Михайлович (1957/58 —1959/60)
- Мкртычан Григорий Мкртычевич (1960/61 — 1961/62)
- Кострюков Анатолий Михайлович (1962/63 — 1972/73)
- Богинов Дмитрий Николаевич (1973/74 — 1974/75)
- Ильин, Станислав Алексеевич (1975/76 — 1977/78)
- Карпов Николай Иванович (1978/79 — 1979/80)
- Цыплаков Виктор Васильевич (1979/80 — 1982/83)

## Известные игроки
- Виктор Якушев[2]
- Николай Снетков[2]
- Виктор Цыплаков[2]
- Валентин Козин[2]
- Александр Пашков[2]
- Евгений Зимин[2]
- Евгений Мишаков[2]
- Борис Михайлов[2]